# CemAir
 (mars 2019).
CemAir (Pty) Ltd est une société privée de compagnie aérienne opérant en Afrique du Sud, qui dessert des destinations touristiques populaires et des villes d'affaires importantes et effectue des contrats de location d'avions pour d'autres compagnies aériennes à travers l'Afrique et le Moyen-Orient. La compagnie est basée à Johannesbourg.
En janvier 2018, l'Autorité Sud-Africaine de l'Aviation Civile (SACAA) a retiré leur certificat de navigabilité à 12 des aéronefs de la compagnie aérienne en raison de personnel prétendument non qualifié, remettant en cause la certification des aéronefs en état de navigabilité et en décembre 2018 tous les certificats de navigabilité de leurs avions ont été retirés pour les mêmes raisons. CemAir nota le non-respect des exigences de la réglementation et des normes de sécurité de l'industrie en tant que « paperasse administrative ». La compagnie aérienne a réintégré des itinéraires aériens à l'aide des aéronefs loués jusqu'à présent à la SACAA enlevant le retrait des appareils de CemAir.

## Histoire
La société a été créée en 2005 avec le but de l'exploitation d'appareils équipés de turbopropulseurs. La première flotte se composait de 1 Cessna Grand Caravan et 3 Beechcraft 1900C. CemAir a depuis évolué en une entreprise spécialisée en société de location d'aéronefs, offrant des turbopropulseurs et avions à réaction pour une variété d'opérateurs à travers l'Afrique subsaharienne, l'Asie et les îles de l'Océan Indien ainsi qu'en un important opérateur des services régionaux de l'Afrique du Sud. La société est une South African Part 121 (grand exploitant d'aéronefs) et une Part 135 (petit exploitant d'aéronefs), contrôlée par l'Autorité Sud-Africaine de l'Aviation Civile, l'Autorité émettant des certificats d'Opérateur dans ces deux catégories. Le Service Aérien de Licence du Conseil a émis pour la société des licences pour des vols intérieurs et internationaux, à la fois réguliers et non réguliers. En outre, CemAir détient l'approbation de la SACAA pour une « Part 145 » de l'OEA (Organisme d'Entretien Agréé), qui permet le fonctionnement de son propre service de maintenance. La structure de gestion est conforme aux modèles OACI (Organisation de l'aviation civile internationale) et dispose de six titulaires à temps plein du poste de supervision complète des opérations de vol et de maintenance. Les devoirs et les responsabilités de chaque poste sont documentés avec de fréquents audits internes et externes pour assurer la conformité. L'organisation organise un Système de Gestion de Sécurité (SGS) conforme aux exigences de l'OACI de Gestion de la Sécurité-Normes Et Pratiques Recommandées (SNPR) de l'OACI Doc 9859. La société a été précédemment membre de la Fondation pour la Sécurité aérienne et terminé trois SBRA (Standard Basique des Risques Avioniques) sous audits. SBRA est un mouvement vers la vérification de la normalisation à l'aide d'un modèle fondé sur les risques basés sur les meilleures pratiques de sécurité et principes de l'aviation adaptés aux besoins du secteur des ressources naturelles, principalement l'industrie minière. Deux autres ressources des audits ont été conclues par Hart Aviation pour s'assurer que les vols exploités par CemAir et que les standards de maintenance étaient acceptables pour les entreprises du secteur du pétrole, du gaz et de l'industrie pétrolière.

## Destinations
Basée à l'Aéroport International de Johannesburg, une grande partie de la flotte est déployé en dehors de l'Afrique du Sud et une rotation est faite régulièrement à la base pour cause d'inspections. Les principaux déploiements à l'étranger sont pour le Mali en Afrique de l'Ouest et Gaborone, au Botswana, ainsi que Djouba, au Soudan du Sud. En cas de besoin dans ces endroits, CemAir a créé SACAA approved Line Stations pour mener des opérations de vol et mener à bien les programmes de maintenance.

## Flotte
En janvier 2018, la flotte de CemAir comprenait les appareils suivants :

| Type d'appareil        | Nombre | Ordre | Notes |
| ---------------------- | ------ | ----- | ----- |
| Beechcraft 1900D       | 10     | 0     |       |
| Bombardier CRJ100LR    | 6      | 1     |       |
| Bombardier CRJ200ER/LR | 1      | 0     |       |
| Bombardier CRJ900      | 1      | 0     |       |
| Bombardier Dash 8-100  | 1      | 0     |       |
| Bombardier Dash 8-Q300 | 2      | 0     |       |
| Bombardier Dash 8-Q400 | 1      | 1     |       |
| Total                  | 23     | 2     |       |

## Siège social
CemAir du siège social et de l'ingénierie et de la maintenance des installations sont situées dans le Hangar à 5 de l'Aéroport international OR Tambo, 25 km au nord-est de Johannesbourg.
Entièrement équipée de Vol Centre de Contrôle des Opérations est logé au sein du siège social et de l'opère entre 5 h - 20 h cours de la semaine et comme nécessaires le week-end. Cette installation est également le principal magasins de pièces et d'un hub logistique de l'opération.
Les réservations et billetterie office est situé sur le haut niveau en dessous de la terrasse d'observation du Terminal B de l'aéroport principal du complexe, de l'exploitation pendant les heures normales de bureau.

## Accidents et incidents
CemAir subi deux pertes graves en 2008 avec des avions loué à des tierces parties, l'une dans le Soudan et l'autre dans la République démocratique du Congo.
Le 2 mai 2008, un Beechcraft 1900 de CemAir, enregistré au Kenya et exploité par le Fret Aérien Kenyan était en vol de Wau à Djouba, au Soudan quand il s'est écrasé près de Rumbek tuant tous les dix-neuf passagers et deux membres d'équipage. Parmi les passagers, deux hauts fonctionnaires du Soudan, de l'Armée de Libération des Peuples et leurs épouses.
Le 1er septembre 2008, un Beechcraft 1900 s'est écrasé dans la République démocratique du Congo, à environ 15 km au nord-ouest de Bukavu, tuant deux membres de l'équipage et une quinzaine de passagers,. L'avion était affrété à l'époque, et piloté par un équipage de CemAir, qui était alors basé à l'aéroport de Johannesbourg-Lanséria. Le vol était arrivée à Bukavu suivant le service technique de l'aéroport de Ndolo, à Kinshasa. L'avion s'est écrasé dans une chaîne montagneuse. Parmi les passagers se trouvaient douze Congolais, un français, un Indien et un Canadien.